# Ngadikusuman
Ngadikusuman is een bestuurslaag in het regentschap Wonosobo van de provincie Midden-Java, Indonesië. Ngadikusuman telt 3079 inwoners (volkstelling 2010).